# Thomas Christiansen
Thomas Christiansen, född 11 mars 1973 i Hadsund i Danmark, är en dansk-spansk fotbollstränare och tidigare fotbollsspelare (anfallare). Han är för närvarande huvudtränare i belgiska Royale Union Saint-Gilloise.
Christiansen spelade större delen av sin karriär i Spanien och gjorde ett mål på två matcher för Spaniens landslag 1993. Under senare delen av sin tid som aktiv spelade han i Tyskland, där han säsongen 2002/2003 blev delad skyttekung i Bundesliga. Efter den aktiva karriären blev Christiansen tränare i den cypriotiska ligan. Säsongen 2016/2017 förde han APOEL Nicosia till serieseger, cupfinal och åttondelsfinal i Europa League. Han har också tränat engelska Leeds United i Championship.

## Biografi
Christiansen föddes och växte upp i Danmark. Han började spela fotboll som nioåring i Avedøre IF och spelade för Brøndby IF 1988 innan han flyttade till Hvidovre IF. Han tränade med Real Madrids ungdomslag innan hans spanska mor förbjöd honom och tvingade honom flytta till danska B 93. I maj 1991 gjorde Christiansen sex mål i en ungdomsmatch mot Kjøbenhavns Boldklub, men återvände till Spanien och då FC Barcelonas ungdomslag, Real Madrids ärkerivaler.

## Barcelona
Christiansen skrev på ett fyraårskontrakt med Barcelona i juli 1991, under den nye tränaren Johann Cruyff, med drömmen att få spela tillsammans med Michael Laudrup. Han spelade sin första spanska match med Barcelona Atlétic, FC Barcelonas reservlag (numera FC Barcelona B). Där fick han snart sällskap av danske mittfältaren Ronnie Ekelund.
Under sin tid hos Barcelona Atlétic fick han ofta träna med A-laget och när han till slut skrev på kontraktet för dem skrev han även under på att han skulle bli spansk medborgare, så att han inte räknades som en utländsk spelare. Det ledde till att han fick spela för Spaniens U21-landslag i december 1992. Han gjorde ett mål mot Tysklands U21-landslag vilket hjälpte Spanien till seger med 2–1.
När han fortfarande spelade för Barcelona Atlétic blev han uppkallad till Spaniens seniorlag av förbundskaptenen Javier Clemente i januari 1993. Han debuterade i en match mot Mexiko. Han förlängde sitt kontrakt med Barcelona till 1997 och gjorde sin A-lagsdebut när han i februari 1993 spelade de sista sju minuterna av europeiska supercupsmatchen mot tyska Werder Bremen. Sin första 90-minutersmatch fick han spela mot Atlético Madrid och än en gång blev han medtagen i truppen till Spaniens landslag. Han blev inbytt vid en VM-kvalsmatch mot Litauen till VM 1994 i USA. Han gjorde sitt enda mål för Spanien i den matchen, som vanns med 5–0.

## Klubbyten
Utan att ha spelat en enda ligamatch för Barcelona blev han utlånad till Gijón i februari 1993. Han var fortfarande med i spanska landslaget, men fick inte spela några fler matcher efter att han blev skadad under en match för Gijón. Han återvände till Barcelona i juli 1993, men ännu en skada i försäsongen ledde till att han inte fick spela vidare för klubben under Cruyffs tid hos klubben och blev än en gång utlånad, den här gången till Osasuna. Under säsongen 1994/1995 lånades han ut till Racing Santander, där han började bra och efter hans första ligamatch blev han än en gång intagen i landslaget, men skadade sig olyckligt och fick inte spela ändå.
Spanska ligans regler sade att ens huvudklubb var tvungen att finansiera utlånade spelare efter tre års utlåning från klubben om de inte accepterade några erbjudanden om köp. Han såldes till engelska Manchester City i oktober 1995, men han ville stanna i Spanien, så han såldes istället till Real Oviedo i januari 1996 för 4,6 miljoner danska kronor. Efter en bra start i Oviedo lyckades han inte göra några mål under sin andra säsong hos klubben och såldes till Segunda División-laget Villareal i november 1997. Han hjälpte Villareal till uppflyttning till Primera División men säsongen där gick dåligt för Christiansen.
Ett erbjudande från ett mexikanskt lag gick inte igenom och han stod då utan kontrakt 1999. Christiansen hamnade då i Terrassa FC. Därifrån gick han till Grekland och Panionios innan han återvände till Danmark och Herfølge BK i augusti 2000, där han uppvisade god form och gjorde två mål i deras match mot Brøndby IF när de vann med 3–2. Säsongen slutade med att Herfølge vann titeln och Brøndby slutade på andra plats.

## Succé i Tyskland
I januari 2001 gick Christiansen till tyska VfL Bochum i Bundesliga. Under hans första år för klubben blev Bochum nedflyttade till 2. Bundesliga; även hans förra klubb Herfølge mötte samma öde. Med 17 mål följande säsong var han skyttekung för klubben när de blev uppflyttade till Bundesliga igen säsongen 2002/2003. Han blev även delad ligaskyttekung (tillsammans med Giovane Elber) följande säsong med hela 21 mål för Bochum under 2002/2003.
Efter bedriften värvades Christiansen till Hannover 96 för att ersätta Fredi Bobic i juni 2003 och fick tröjnummer 9. Han gjorde "bara" nio mål för Hannover den säsongen och drabbades av flera allvarliga skador vilket tvingade honom till en knäoperation. Sommaren 2006 valde Hannover att inte förlänga hans kontrakt och han lämnade klubben.

## Tränarkarriär
I en kort period under 2013 var Christiansen assisterande tränare åt Luis Milla i Abu Dhabi-baserade klubben Al Jazira.
Den 30 april 2014 rapporterades att Christiansen skrivit ett tvåårskontrakt som huvudtränare för cypriotiska AEK Larnaca. Under de bägge säsongerna Christiansen ledde laget slutade man på andra plats i ligan, klubbens högsta placeringar någonsin. Den 22 juni 2016 tog Christiansen över tränarskapet för mångåriga mästarlaget APOEL, med uttalad målsättning att nå framgångar i europeiskt cupspel. Under vad som skulle bli hans enda säsong i klubben, nådde laget serieseger, inhemsk cupfinal samt åttondelsfinal i Europa League, där man förlorade mot Anderlecht. Trots detta beslutade klubben att inte förlänga samarbetet med Christiansen.
Den 15 juni 2017 utsågs Christiansen till ny huvudtränare i engelska Leeds United. Han efterträdde Garry Monk, som lämnat uppdraget i slutet av maj. Leeds inledde säsongen starkt och toppade Championship-tabellen efter sju omgångar, men förlorade under oktober 2017 fyra av fem matcher och halkade nedåt. Formen vände upp i slutet av november och Leeds vann fem av sex matcher under en dryg månad fram till och med juldagen, innan resultaten på nytt uteblev.
Efter att klubben spelat sju raka matcher utan seger sparkades Christiansen den 4 februari 2018, åtta månader efter tillträdet. United låg då på tionde plats i tabellen. Christiansen framhöll själv den sex matchers avstängning som nyckelspelaren Samuel Sáiz ådragit sig efter att ha spottat på en motspelare i FA-cupförlusten mot League Two-klubben Newport County den 10 januari som en starkt bidragande orsak till sitt avsked. Leeds Uniteds ägare Andrea Radrizzani medgav för sin del att utnämningen av Christiansen varit ett misstag, och att han övervägt att sparka honom redan efter förlusten mot Newport.
Den 1 juli 2019 blev Christiansen huvudtränare i den anrika belgiska klubben Royale Union Saint-Gilloise i landets andradivision.